# Patrizio Oliva
Patrizio Oliva, soprannominato Sparviero (Napoli, 20 gennaio 1959), è un ex pugile italiano, campione olimpico di pugilato a Mosca 1980, campione europeo EBU nei superleggeri e welter e campione mondiale WBA nei superleggeri.

## Biografia
Patrizio Oliva nasce a Napoli nel popolare quartiere di Poggioreale in una numerosa famiglia. Ha quattro fratelli e due sorelle. È il fratello Mario, pugile dilettante, ad appassionarlo alla boxe.

### Carriera sportiva

#### Nei dilettanti
A undici anni, Oliva inizia a praticare il pugilato nella palestra Fulgor di Napoli, nei Quartieri Spagnoli, per rivalsa contro l'emarginazione. Il suo maestro è l'ex tramviere Geppino Silvestri. A quattordici anni combatte il suo primo incontro.
Nel 1976, a Torino, Oliva è campione d'Italia dilettanti nei pesi piuma. Nel 1977 a Napoli e nel 1978 a Castelfranco Veneto è campione d'Italia nei leggeri. Nello stesso anno, a Dublino, vince la medaglia d'oro nei leggeri ai Campionati europei juniores.
Entra nel Gruppo Sportivo Carabinieri. Nel 1979, a Colonia, uno scandaloso verdetto favorevole al sovietico Serik Konakbayev lo priva del titolo europeo dei superleggeri e deve accontentarsi della medaglia d'argento.
Si rifà ad abundantiam alle Olimpiadi di Mosca 1980, sempre nei superleggeri. Nei quarti di finale batte di misura (3-2) il micidiale jugoslavo Ace Rusevski, campione del Mediterraneo 1979. Si sbarazza in semifinale dell'inglese Anthony Willis (5-0) e compie il suo capolavoro in finale, dove incontra nuovamente il sovietico Konakbayev con tutto il pubblico contro. In particolare, la terza e ultima ripresa è il capolavoro tattico di Oliva che, con una "danza di guerra" attorno al suo avversario, ne fa saltare i consolidati schemi pugilistici (4-1 il verdetto dei giudici). Il napoletano vince così una medaglia d'oro olimpica che mancava all'Italia dalle Olimpiadi di Tokyo ed anche la Coppa Val Barker come miglior pugile dei giochi. Succede, nella categoria dei leggeri, al grande Ray Leonard, campione olimpico a Montréal 1976.
Lascia il dilettantismo con un bilancio di 96 incontri, con 93 vittorie 2 sconfitte e 1 pari 

#### Tra i professionisti

Oliva durante la vittoriosa difesa del titolo mondiale WBA dei pesi superleggeri contro il messicano Rodolfo "Gato" González. Agrigento, 10 gennaio 1987

Passa al professionismo immediatamente dopo le olimpiadi. Dopo 13 incontri tutti vinti, Patrizio Oliva conquista il titolo italiano dei superleggeri, a Ischia, battendo Giuseppe Russi per KO alla seconda ripresa. Lo difende vittoriosamente sempre a Ischia contro Antonio Antino (Kot al terzo round), a Napoli contro Bruno Simili (Kot all'8º round), a Forio, battendo ai punti prima Giuseppe Martinese e poi Luciano Navarra.
Il 5 gennaio 1983, sempre a Ischia, conquista il titolo europeo dei superleggeri, battendo il francese Robert Gambini, ai punti in dodici riprese. Il successivo 19 marzo, a Napoli, mantiene la cintura continentale, mettendo Kot (getto della spugna) all'undicesima ripresa lo spagnolo Francisco León. Mette vittoriosamente in palio il titolo a Santa Margherita Ligure contro Jean-Marie Touati (Kot al sesto round) e a Rapallo contro Antonio Guinaldo (ai punti).
Il 14 ottobre 1983, Oliva affronta al Palasport di San Siro l'argentino naturalizzato italiano Juan José Giménez, in quello che è definito "il match della verità". L'italo-argentino, infatti, aveva affrontato l'anno prima a Cleveland, lo statunitense Leroy Haley per il titolo mondiale WBC della categoria, perdendo ai punti.
Oliva inizia prudentemente e l'avversario acquisisce un consistente vantaggio. All'ottava ripresa il campione in carica inizia ad assestare colpi di ottima fattura e ad imporre un ritmo decisamente più sostenuto Al 9º round Giménez è centrato ripetutamente e inseguito per tutti e tre i minuti. All’ultimo round Oliva accetta lo scambio furioso imposto dall'avversario per recuperare prendendo il sopravvento. Il verdetto ai punti in favore del napoletano è unanime.
Oliva difende vittoriosamente ancora quattro volte la cintura europea dei superleggeri. Il 28 aprile 1984, a San Giuseppe Vesuviano, manda KO al 4º round José Ramón Gomez Fouz. Sconfigge ai punti ad Acciaroli il franco-congolese Tusikoleta Nkalenkete. A Catanzaro costringe all'abbandono all'ottavo round lo svizzero Michel Giroud e a Nocera Inferiore batte ai punti Alessandro Scapecchi che, nel frattempo, si era impadronito del titolo italiano proprio ai danni di Giménez.
Ancora imbattuto, l'ex campione olimpico ottiene la chance di combattere per il titolo mondiale WBA, il 15 marzo 1986 allo Stadio Louis II di Fontvieille a Monaco, contro l'argentino di origine calabrese Ubaldo Sacco. Il match è praticamente a senso unico, con il campione del mondo che attacca e lo sfidante che schiva e risponde con colpi secchi e precisi, spesso doppiati. Le ultime due riprese sono particolarmente intense, per chi attacca e per chi si deve difendere. Il verdetto, con un vantaggio tra i tre e i cinque punti è a favore dell'italiano che conquista la cintura di campione del mondo dei superleggeri.
Oliva difende per la prima volta la cintura mondiale il 6 settembre 1986 a Napoli mettendo KO al terzo round lo statunitense Brian Brunette. Si ripete vittoriosamente il 10 gennaio 1987, ad Agrigento, battendo ai punti, con decisione unanime, il messicano Rodolfo "Gato" González.
Il 4 luglio dello stesso anno, accetta la sfida del terribile colpitore argentino Juan Martín Coggi. Dopo una prima ripresa lasciata in gestione all’argentino, nella seconda Oliva assume l'iniziativa. Nella terza ripresa un micidiale sinistro dello sfidante centra la mascella del campione del mondo che crolla al tappeto. Rialzatosi, Oliva è centrato da altri due sinistri dell'argentino e nella caduta si sublussa anche una spalla. Perde per la prima volta per KO tra i professionisti, cedendo altresì il titolo mondiale.
Sino al luglio 1989, Oliva rimane inattivo. Torna a salire sul ring nella superiore categoria dei pesi welter. Dopo tre incontri di rodaggio di fronte ai propri tifosi, combatte a Campione d'Italia il 14 novembre 1990 per il titolo di campione d'Europa contro l'esperto detentore britannico Kirkland Laing, già vittima di Nino La Rocca. Il match è assolutamente sotto controllo dell'ex campione del mondo, pur subendo un brutto taglio sullo zigomo sinistro e un taglio sotto l’occhio destro. Il verdetto in favore dell'italiano è unanime e Patrizio Oliva può tornare a indossare la cintura europea.
Oliva difende due volte il titolo europeo, a La Spezia contro Errol McDonald (vittoria per squalifica al dodicesimo round) e a San Pellegrino, contro Antoine Fernandez (vittoria ai punti). Poi tenta la scalata del titolo mondiale WBC dei welter, a Licola, il 25 giugno 1992, a trentatré anni. Il suo avversario è l'afroamericano James McGirt che lo batte nettamente ai punti.
Appende i guantoni al chiodo con un bilancio di 57 vittorie (20 prima del limite) su 59 incontri disputati, con due sole sconfitte.

#### Dopo il ritiro
Patrizio Oliva è stato commissario tecnico della Nazionale Olimpica, che ha guidato ai Giochi di Atlanta 1996 e Sydney 2000, nonché organizzatore di numerosi eventi pugilistici di portata internazionale. Attualmente è istruttore degli allenatori di pugilato per la federazione mondiale AIBA,comproprietario della palestra Milleculure a Napoli e allenatore delle giovanili della nazionale italiana di pugilato.

#### Caratteristiche tecniche
Oliva ha sempre basato il suo pugilato sull'agilità e la schermaː uno stile caratterizzato da una estrema velocità di spostamento con l'obiettivo di cogliere l’attimo perfetto per sferrare il colpo. La sua regola principale era quella di evitare la rissa, usando il cervello.
Il napoletano ha comunque gestito egregiamente la sua carriera professionistica, combattendo quasi sempre in Italia (prediligendo la natìa Campania) e solo tre volte all'estero. Ha saputo così evitare i ring asiatici e sudamericani tradizionalmente ostici ai pugili italiani ed europei. Dopo la sua prima sconfitta è rimasto saggiamente inattivo per due anni e, dopo la seconda, ha preferito ritirarsi, rimanendo sostanzialmente integro nel fisico.

### Carriera artistica, cinematografica e televisiva
Dotato di una buona intonazione vocale, nel febbraio 1988 Oliva pubblica un Lp dal titolo "Resterò qui" su etichetta Alpharecords LP AR 3128. L'album include 12 brani di cui 2 firmati, tra gli altri, dallo stesso Oliva; anche Sergio Menegale, Luigi Albertelli e Cristiano Malgioglio figurano tra gli autori delle canzoni interpretate. Nel settembre 2013 è uscito nei cinema debuttando come attore nel film Il flauto con la regia di Luciano Capponi che vede Oliva nel ruolo di protagonista.
Successivamente, sempre con la direzione di Luciano Capponi, Oliva ha debuttato come attore di teatro vestendo i panni di Pulcinella nella pièce Due ore all'alba oggetto di una tournée nazionale.
Nel 2005 prende parte, nel ruolo di sé stesso, ad alcune puntate della soap opera di Rai 3 Un posto al sole.
Nella primavera 2007 è uno dei concorrenti, della seconda edizione di Notti sul ghiaccio, talent show in onda su Rai 1 e con la conduzione di Milly Carlucci; durante la gara viene abbinato alla ballerina professionista Vanessa Giunchi, ma questo tandem non ha avuto particolare fortuna perché si è classificato solo al decimo posto su 12 concorrenti.
Nel 2009 prende parte al film Butterfly zone, il senso della farfalla  e nel 2013 è nel cast del film Il Flauto.
Nel 2014 è Presidente onorario del Monterosi Tuscia
Nell'inverno 2015 Oliva concorre della decima edizione del reality show L'isola dei famosi, in onda su Canale 5 e con la conduzione di Alessia Marcuzzi. Oliva è stato eliminato durante la seconda puntata del 9 febbraio 2015 perché ha perduto prima lo scontro al televoto settimanale contro Valerio Scanu con il 77% dei voti e poi ha perduto lo spareggio per la permanenza su Playa Desnuda contro Brice Martinet conquistando solo il 34% di preferenze a fronte del 66% di Brice. Sempre nel 2015, Oliva partecipa al brano Amore Azzurro, composto dal cantautore Gianfranco Caliendo (ex frontman, voce solista, chitarrista e autore de Il Giardino dei Semplici), cantando assieme ad altri artisti quali: lo stesso Caliendo, i fratelli Artesi, Tony Cicco, Gianni Donzelli, Antonello Rondi, Monica Sarnelli. Il brano diventa una sigla radiofonica ed un videoclip di successo.
Nel 2015 diventa il preparatore atletico del Monterosi Calcio
Presta pure il suo commento tecnico per Rai Sport negli incontri di pugilato delle Olimpiadi di Rio 2016.
Nel 2019 recita nello spettacolo teatrale «Patrizio vs Oliva» di Fabio Rocco Oliva, nipote dell'ex campione, per la regia di Alfonso Postiglione. La pièce è la trasposizione teatrale del libro autobiografico Sparviero-La mia storia (Edizioni Sperling & Kupfer). Al suo fianco Rossella Pugliese, nel ruolo di sua madre.
Nel 2021 recita nel film Lotta per la Vita., nello stesso anno il libro Sparviero -La mia storia diventa un documentario televisivo.
Nel 2024 recita nel film The Cage – Nella Gabbia
È allenatore delle giovanili della nazionale italiana di pugilato e gestore della palestra '' Mille Culure '' a Napoli

## Riconoscimenti
- Amova International Award nel 2010[36]
- Nel maggio 2015, una targa a lui dedicata fu inserita nella Walk of Fame dello sport italiano a Roma, riservata agli ex-atleti italiani che si sono distinti in campo internazionale.[37][38]
- Nell'ottobre 2018, è stato inserito nella Hall of Fame del pugilato italiano[39].